# Beutenberg Campus

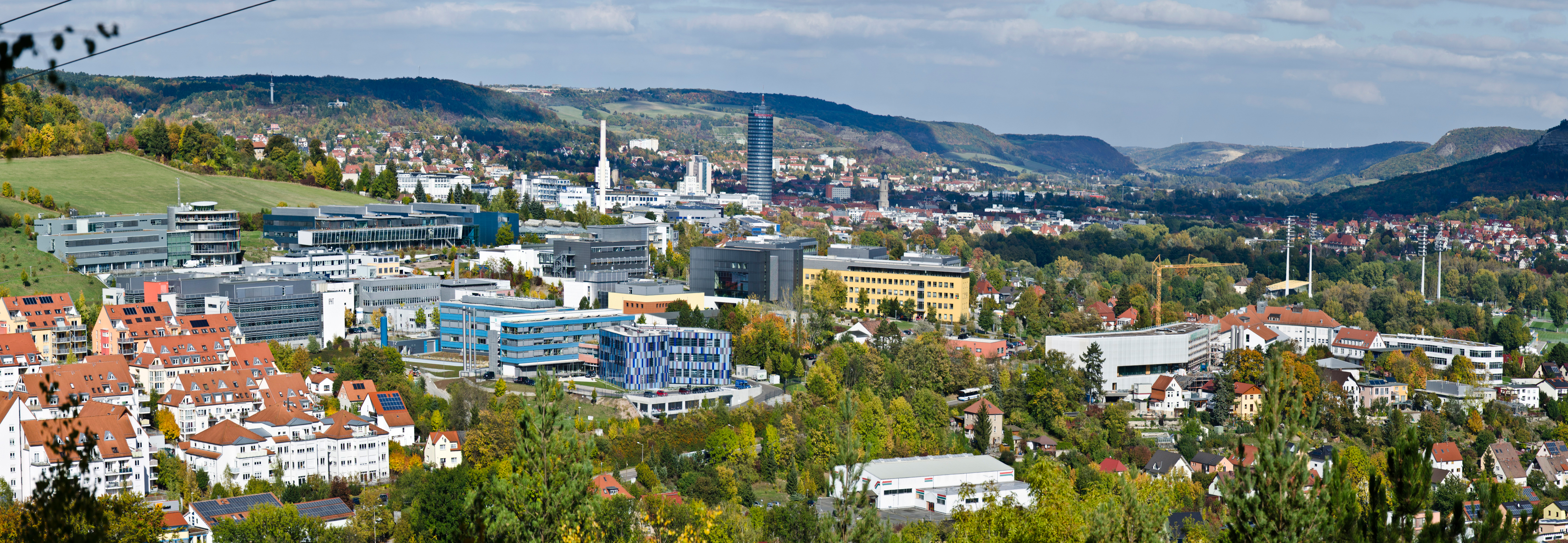
Beutenberg Campus 2012

Der Beutenberg Campus ist ein Standort für Wissenschaft und Forschung in Jena, der sich im Südwesten der Stadt befindet. Seine Bezeichnung ist von einem Gebiet mit dem historischen Flurnamen „Auf dem Beutenberg“ abgeleitet, wo der Campus errichtet wurde. Im Jahr 1950 begründete der Mediziner Hans Knöll am Beutenberg die erste biomedizinische Forschungseinrichtung, die ab 1970 als Zentralinstitut für Mikrobiologie und experimentelle Therapie (ZIMET) der Akademie der Wissenschaften der DDR geführt wurde. Schon 1982 wurde auch das erste physikalisch ausgerichtete Institut am Beutenberg angesiedelt. Nach der politischen Wende entstand auf Empfehlung des Wissenschaftsrats ein interdisziplinäres Wissenschaftszentrum, das unter dem Leitgedanken Life Science meets Physics die Bereiche der Biologie, (Naturstoff-)Chemie, Umweltforschung und Medizin mit der Physik von Optik, Photonik und optischen Mikrosystemen verbindet.
Auf dem Campus sind neun Institute der Leibniz-Gemeinschaft, der Max-Planck- und Fraunhofer-Gesellschaft sowie des Landes Thüringen und der Friedrich-Schiller-Universität angesiedelt (eine Liste der Einrichtungen steht weiter unten). Zwei Gründerzentren, der Technologie- und Innovationspark Jena und das BioInstrumentezentrum, beherbergen mehr als 50 Unternehmen. Darüber hinaus hat sich die Wacker Biotech GmbH an diesem Standort mit der Herstellung biotechnologischer Produkte angesiedelt.
Insgesamt sind auf dem Campus etwa 3400 Mitarbeiter, darunter mehr als 1500 Wissenschaftler, beschäftigt. Auf dem Beutenberg werden darüber hinaus zahlreiche in- und ausländische Promotionsstudenten im Rahmen von internationalen Graduiertenschulen in enger Kooperation mit der Friedrich-Schiller-Universität Jena ausgebildet. Der Jahresetat für Forschung beträgt über 200 Millionen Euro, davon werden ca. 45 % über Drittmittel eingeworben (Stand: 2020). Zwischen 1991 und 2013 investierten der Freistaat Thüringen, Bund und EU mehr als eine halbe Milliarde Euro in den Ausbau der Infrastruktur.

## Beutenberg-Campus Jena e. V.
Die am Beutenberg Campus ansässigen Forschungseinrichtungen haben sich 1998 im Beutenberg-Campus Jena e. V. zusammengeschlossen. Der Verein verleiht beispielsweise jährlich die Wissenschaftspreise für Lebenswissenschaften und Physik an junge Nachwuchswissenschaftler. Er veranstaltet regelmäßig öffentliche Vorträge von herausragenden Wissenschaftlern („Noble Gespräche“), vermittelt der Öffentlichkeit ein umfassendes allgemeinverständliches Bild seiner wissenschaftlich-technischen Aktivitäten und vertritt die Interessen seiner Mitglieder gegenüber den politisch Verantwortlichen.

## Einrichtungen
- BioCentiv GmbH – BioInstrumentezentrum
- Fraunhofer-Institut für Angewandte Optik und Feinmechanik
- Friedrich-Schiller-Universität Jena – Institut für Angewandte Physik
- Friedrich-Schiller-Universität Jena – ZIK Septomics
- Friedrich-Schiller-Universität Jena – Zentrum für Molekulare Biomedizin
- Leibniz-Institut für Photonische Technologien e. V.
- Leibniz-Institut für Alternsforschung – Fritz-Lipmann-Institut (FLI)
- Leibniz-Institut für Naturstoff-Forschung und Infektionsbiologie – Hans-Knöll-Institut (HKI)
- Max-Planck-Institut für Biogeochemie
- Max-Planck-Institut für chemische Ökologie
- Technologie- und Innovationspark Jena
- Universitätsklinikum Jena, Institut für Medizinische Mikrobiologie, Sektion Experimentelle Virologie
- Wacker Biotech GmbH

## Auszeichnungen
- Deutschland – Land der Ideen: Ausgewählter Ort 2006[6]